# Armand Baar
François Guillaume Armand Baar (Luik, 8 februari 1875 - aldaar, 1 april 1942) was een Belgisch ingenieur.

## Biografie
Armand Baar studeerde voor burgerlijk mijnbouwkundig ingenieur aan de Universiteit van Luik (1899). Beroepshalve werd hij bestuurder van vennootschappen. In 1910 richtte hij met Edgard Frankignoul, die het systeem van funderingen met gewapend betonnen palen verbeterde, de Société des pieux armés Frankignoul op. Hij was gedelegeerd bestuurder van deze onderneming. Ook richtten ze de Compagnie internationale des pieux armés Frankignoul op.
Hij trouwde met Louise Magis, dochter van Alfred Magis, industrieel, volksvertegenwoordiger en senator. Hun zoon Pierre (1901-1991) trouwde met een kleindochter van Guillaume Peltzer.
In de jaren 1930 was Baar medewerker van het tijdschrift L'Action wallonne.
In 1935-1936 was hij voorzitter van het Institut archéologique liégeois. Hij was een verzamelaar van glazen, daterend van de oudheid tot de 19e eeuw. De stad Luik verwierf de collectie in 1952 en richtte het Musée du Verre in. Het museum is thans onderdeel van het museum Grand Curtius.